# Cylindrobulla beauii
Cylindrobulla beauii är en snäckart som beskrevs av P. Fischer 1857. Cylindrobulla beauii ingår i släktet Cylindrobulla och familjen Cylindrobullidae. Inga underarter finns listade i Catalogue of Life.

## Bildgalleri

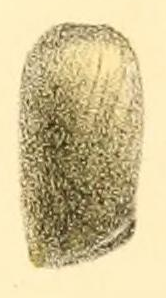